# Charlie Brenneman
Charles ”Charlie” Brenneman, född 9 februari 1981 i Hollidaysburg, är en amerikansk före detta MMA-utövare som 2010–2012 och 2014 tävlade i organisationen Ultimate Fighting Championship.